# Plesiothele fentoni
Genre
Espèce
Synonymes
- Hexathele fentoni Hickman, 1936

Plesiothele fentoni, unique représentant du genre Plesiothele, est une espèce d'araignées mygalomorphes de la famille des Hexathelidae.

## Distribution
Cette espèce est endémique de Tasmanie en Australie.

## Description
Le mâle mesure 11 mm et la femelle 15 mm.

## Étymologie
Cette espèce a été nommée en référence au lieu de sa découverte les rives du lac Fenton.

## Publications originales
- Hickman, 1936 : A new mygalomorph spider belonging to the genus Hexathele Ausserer. Papers and proceedings of the Royal Society of Tasmania, vol. 1935, p. 131-137 (texte intégral).
- Raven, 1978 : Systematics of the spider subfamily Hexathelinae (Dipluridae: Mygalomorphae: Arachnida). Australian Journal of Zoology Supplementary Series, no 65, p. 1-75.